# Liste der Staatsoberhäupter 186 v. Chr.
Übersicht
◄◄ | ◄ | 190 v. Chr. | 189 v. Chr. | 188 v. Chr. | 187 v. Chr. | Liste der Staatsoberhäupter 186 v. Chr. | 185 v. Chr. | 184 v. Chr. | 183 v. Chr. | 182 v. Chr. | ► | ►►

Weitere Ereignisse

## Afrika
- Ägypten
  - König: Ptolemaios V. (205–180 v. Chr.)

- Massylier
  - König: Massinissa (202–148 v. Chr.)

## Asien
- Armenien
  - König: Artaxias I. (ca. 192–160 v. Chr.)

- Baktrien
  - König: Demetrios I. (200–182 v. Chr.)

- Bithynien
  - König: Prusias I. (ca. 228–182 v. Chr.)

- China
  - Kaiser: Liu Gong (188–184 v. Chr.)

- Iberien (Kartlien)
  - König: Saurmag I. (234–159 v. Chr.)

- Indien
  - Indo-Griechisches Reich
    - König: Pantaleon (190–180 v. Chr.)

  - Maurya-Reich
    - König: Brihadratha (187–185 v. Chr.)

  - Shatavahana
    - König: Krishna (207–180 v. Chr.)

- Japan (Legendäre Kaiser)
  - Kaiser: Kōgen (214–158 v. Chr.)

- Kappadokien
  - König: Ariarathes IV. Eusebes (220–163 v. Chr.)

- Korea
  - Buyeo
    - König: Morisu (195–170 v. Chr.)

  - Wiman Joseon
    - König: Wiman (194–ca. 180 v. Chr.)

- Partherreich
  - Schah (Großkönig): Phriapatios (191–176 v. Chr.)

- Pergamon
  - König: Eumenes II. (197–158 v. Chr.)

- Pontus
  - König: Mithridates III. (220–185 v. Chr.)

- Seleukidenreich
  - König: Seleukos IV. (187–175 v. Chr.)

## Europa
- Bosporanisches Reich
  - König: Spartokos V. (ca. 200–ca. 180 v. Chr.)

- Makedonien
  - König: Philipp V. (221–179 v. Chr.)

- Odrysisches Königreich
  - König: Amatokos III. (190–171 v. Chr.)

- Römische Republik
  - Konsul: Spurius Postumius Albinus (186 v. Chr.)
  - Konsul: Quintus Marcius Philippus (186 v. Chr.)